# NHK鹿児島放送局
NHK鹿児島放送局（エヌエイチケイかごしまほうそうきょく）は、鹿児島県を放送対象地域とする日本放送協会（NHK）の地域放送局。テレビとラジオで県域放送を行っている。

## 沿革

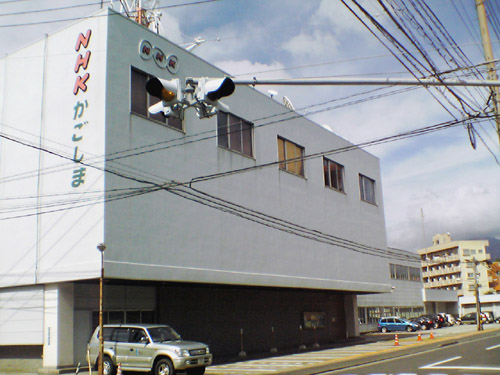
旧放送会館（2006年7月）

- 1935年10月26日 - 社団法人日本放送協会鹿児島放送局開局、当時の所在地は鹿児島市天保山町19番20号。
- 1950年6月1日 - 放送法施行に伴い社団法人日本放送協会が解散。特殊法人としての日本放送協会が設立され一切の権利義務を継承。
- 1958年2月22日 - アナログの総合テレビ、放送開始。
- 1961年12月15日 - 鹿児島県の離島である、奄美群島初のラジオ中継局として、奄美大島に名瀬ラジオ中継局が開局する（ラジオ第1・第2同時）[1]。
- 1962年4月8日 - アナログの教育テレビ、放送開始。
- 1963年6月10日 - 奄美群島初のアナログ・テレビの中継局として、奄美大島に名瀬テレビ中継局が開局する（総合テレビ。教育テレビは、同年11月1日に開局。）[2]。
- 1964年7月1日 - FM放送の実用化試験放送・ステレオ放送実験開始（当初、ステレオ放送は全国放送番組のみ）。
- 1966年3月20日 - アナログ・テレビのカラー放送開始（総合・教育共に。当初は、奄美地域は除く）[3]。
- 1972年5月15日 - 奄美地域のアナログ・テレビのカラー放送開始[4]。
- 1976年 - FMのローカル送出のステレオ化工事完了[5]。これに伴い、FMローカル番組の「夕べひととき」（平日）、「リクエストアワー」（毎週土曜日）がステレオ化される。
- 1983年 - 年度内（期日不明）に、鹿児島 → 名瀬 間にFMステレオ中継回線が開通[6]。奄美群島でのFMステレオ放送が開始。
- 1984年7月20日 - 総合テレビの音声多重放送開始[7]。
- 1991年3月21日 - 教育テレビの音声多重放送開始。
- 2006年
  - 10月30日 - 現在地へ移転。新放送局舎の使用開始。
  - 12月1日 - 新放送局舎の公開と地上デジタル放送開始。
- 2008年
  - 4月14日 - 地上デジタル放送の離島部初となる南種子中継局が開局。
  - 8月1日 - 地上デジタル放送の名瀬中継局（奄美大島）が開局。
- 2009年3月31日 - 地上デジタル放送の与論中継局（鹿児島県最南端局）が開局。
- 2011年7月24日 - アナログ放送終了。23時59分までに完全停波。
- 2018年4月の改編より、土日祝日（年末年始も含む）のローカルニュース・気象情報などは、テレビ・ラジオともに原則として災害及び選挙等を除き全て福岡からの九州・沖縄ブロックニュースに一統され、鹿児島からのローカルニュース・気象情報は平日のみとなった。その後、2022年度よりテレビの18:45のローカルニュース・気象情報は各局別に戻された[8]。但し、大型連休の谷間やお盆休み、年末年始期間は原則として全時間帯で福岡発、ラジオは原則として従来通り全時間帯で福岡発となる。
- 2023年
  - 4月1日 - 令和改革により、部制（放送部・営業推進部等）からセンター制に見直され、コンテンツセンター、経営管理企画センターへ再編された。
  - 5月15日 - NHKプラスで地域向けのテレビ番組の見逃し配信が開始[注釈 1][9]。

## 所在地
- 〒892-8603 鹿児島市本港新町4-6（通称：鹿児島港中央本港区）

※2006年10月30日から現場業務は新局舎で運用。12月1日のデジタルテレビ本放送開始に合わせ移転した。平日のみ局舎内の一部を一般に公開している。なお港の景色が見える喫茶コーナーは一般の利用も可能。

## 主なテレビのチャンネル

### デジタル

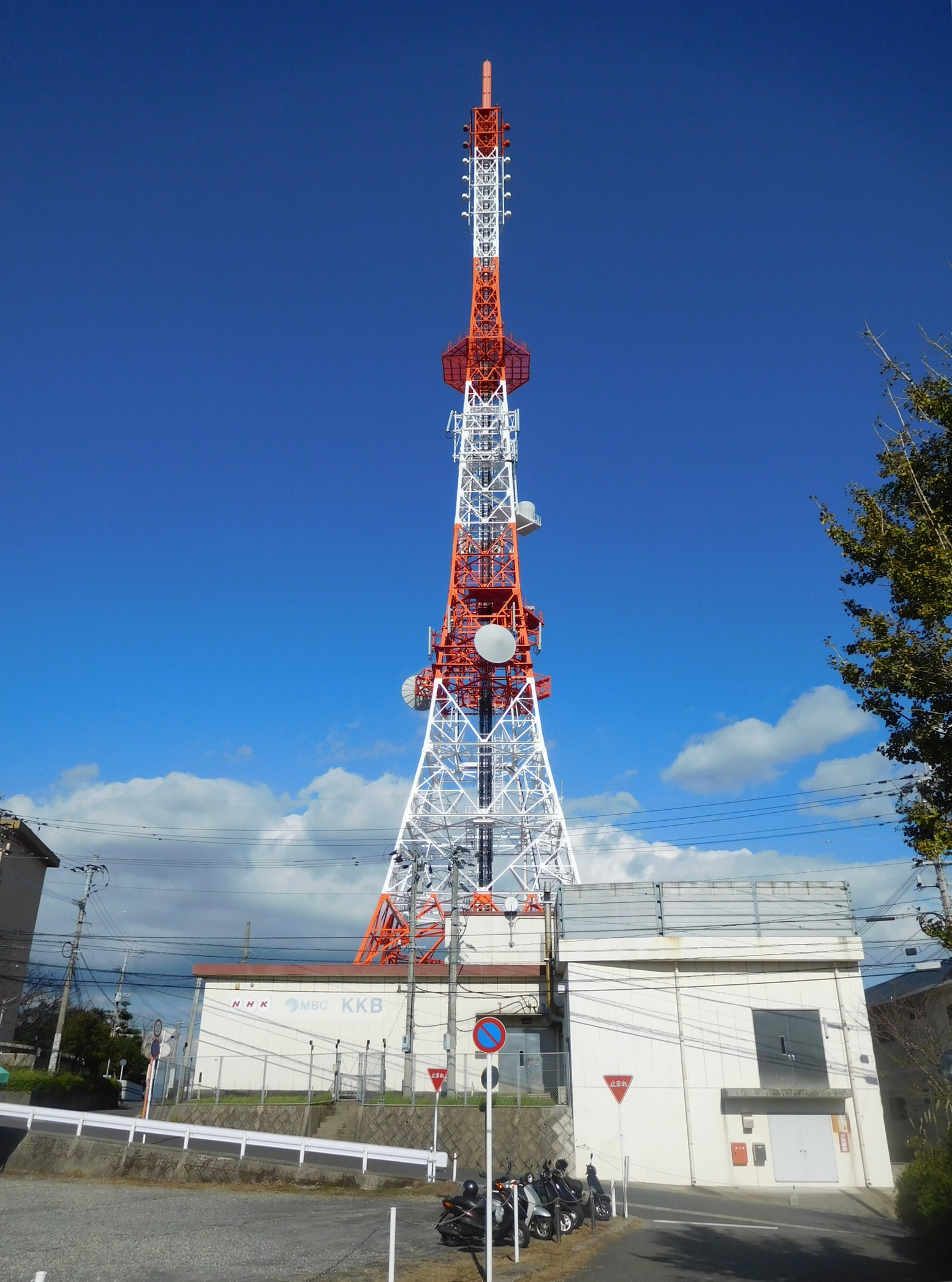
テレビ親局の紫原の鹿児島送信所

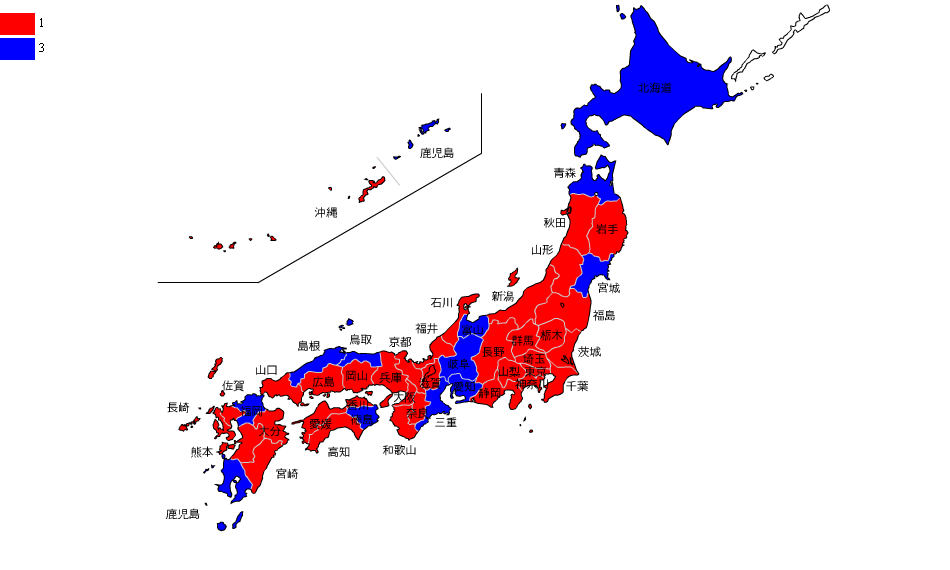
NHK総合のリモコンキーID

- 総合テレビジョン
  - コールサイン：JOHG-DTV
  - リモコンキーID：3

「1」はTBS系列のMBCテレビが使用している。
- 教育テレビジョン
  - コールサイン：JOHC-DTV
  - リモコンキーID：2

| 局名     | 総合 | 教育 | 空中線電力 | 備考                                                                                 |
| -------- | ---- | ---- | ---------- | ------------------------------------------------------------------------------------ |
| 鹿児島   | 34ch | 18ch | 1kW        | 紫原市営団地鹿児島放送送信所 NHK鹿児島放送局、MBCテレビ、 μFMとあわせて4局が共同使用 |
| 鹿屋     | 22ch | 17ch | 45W        |                                                                                      |
| 枕崎     | 22ch | 24ch | 30W        | 蔵多山                                                                               |
| 阿久根   | 15ch | 13ch | 30W        | 紫尾山、ラジオ第1は「川内出水」                                                      |
| 蒲生     | 22ch | 24ch | 10W        | 北方高地                                                                             |
| 串木野   | 15ch | 13ch | 10W        | 白左ェ門ヶ丘                                                                         |
| 大口     | 22ch | 24ch | 10W        | 栗野岳、FMは「栗野」                                                                 |
| 種子島   | 23ch | 28ch | 30W        | 廻峰山                                                                               |
| 南種子   | 15ch | 13ch | 10W        | 大中峰                                                                               |
| 名瀬     | 15ch | 13ch | 100W       |                                                                                      |
| 中之島   | 22ch | 20ch | 3W         | 御岳                                                                                 |
| 長島北   | 28ch | 42ch | 0.3W       | 行人岳                                                                               |
| 長島南   | 31ch | 38ch | 1W         | 春木ヶ丘                                                                             |
| 川床     | 52ch | 54ch | 1W         | 矢岳                                                                                 |
| 薩摩出水 | 29ch | 33ch | 0.1W       | 東光山                                                                               |
| 頴娃     | 15ch | 13ch | 10W        | 大野岳                                                                               |

## 主なラジオの周波数

### ラジオ第1放送
- コールサイン：JOHG

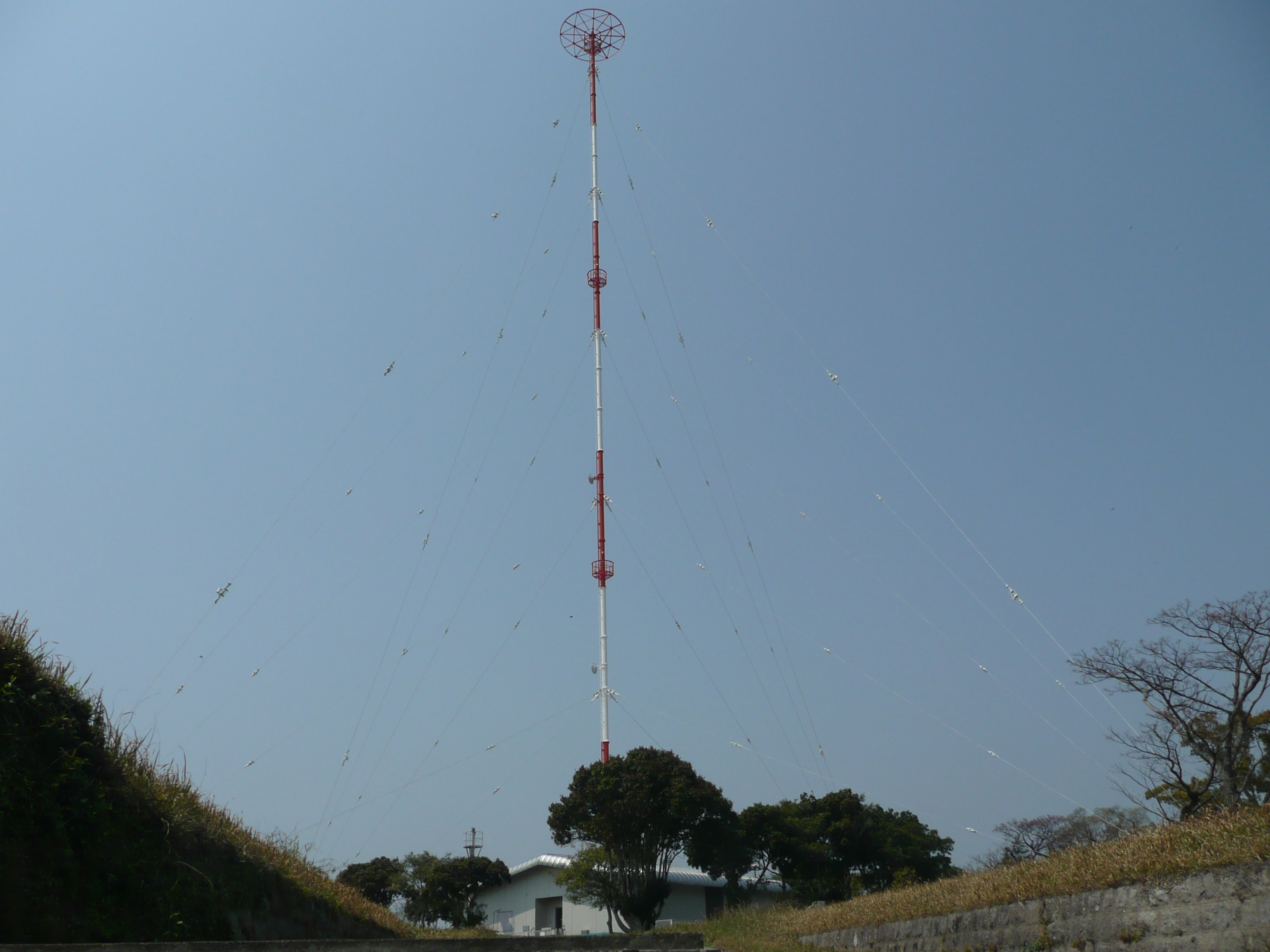
中波放送親局の隼人ラジオ放送所

- 鹿児島：576kHz 10kW《親局》（霧島市隼人町住吉字龍波見・隼人ラジオ放送所）
- 奄美名瀬：792kHz 1kW（奄美市名瀬朝仁字赤崎／赤崎公園・名瀬中継局）
- 阿久根：1026kHz 100W（阿久根市赤瀬川・NHK阿久根ラジオ中継所）
- 大口：1503kHz 100W（伊佐市大口鳥巣字外一町／伊佐市総合運動公園・NHK鹿児島大口中継所）
- 徳之島：1341kHz 100W（大島郡徳之島町徳和瀬・NHK鹿児島徳之島中継所）
- 瀬戸内：1026kHz 100W（大島郡瀬戸内町古仁屋／高知山・瀬戸内中継局）
- 川内出水：89.9MHz 100W《FM波》（薩摩郡さつま町・紫尾山）
- 種子島：79.3MHz 1kW《FM波》（西之表市古田字十三番／廻峰山・種子島中継局）
- 徳之島：79.4MHz 100W《FM波》（大島郡徳之島町井之川／井之川岳・徳之島中継局）
- 奄美宇検：81.3MHz 10W《FM波》（大島郡宇検村・NHK鹿児島宇検中継所）
- 奄美大和：83.4MHz 10W《FM波》（大島郡大和村・NHK鹿児島大和中継所）
- 奄美住用：78.3MHz 10W《FM波》（奄美市）
- 上之牧：82.9MHz 100W《FM波》（熊毛郡屋久島町）
- 栗生：78.5MHz 20W《FM波》（熊毛郡屋久島町）
- 喜界：80.3MHz 100W《FM波》（大島郡喜界町／百之台・喜界中継局）
- 与論：77.0MHz 100W《FM波》（大島郡与論町／高地・与論中継局）

### ラジオ第2放送
- コールサイン：JOHC
- 鹿児島：1386kHz 10kW《親局》（霧島市隼人町住吉字龍波見・隼人ラジオ放送所）
- 奄美名瀬：1602kHz 1kW（奄美市名瀬朝仁字赤崎／赤崎公園・名瀬中継局）
- 阿久根：1467kHz 100W（阿久根市赤瀬川・NHK阿久根ラジオ中継所）
- 徳之島：1539kHz 100W（大島郡徳之島町徳和瀬・NHK鹿児島徳之島中継所）
- 徳之島：80.7MHz 100W《FM波》（大島郡徳之島町井之川／井之川岳・徳之島中継局）
- 与論：78.8MHz 100W《FM波》(大島郡与論町／高地・与論中継局)

### FM放送
- コールサイン：JOHG-FM

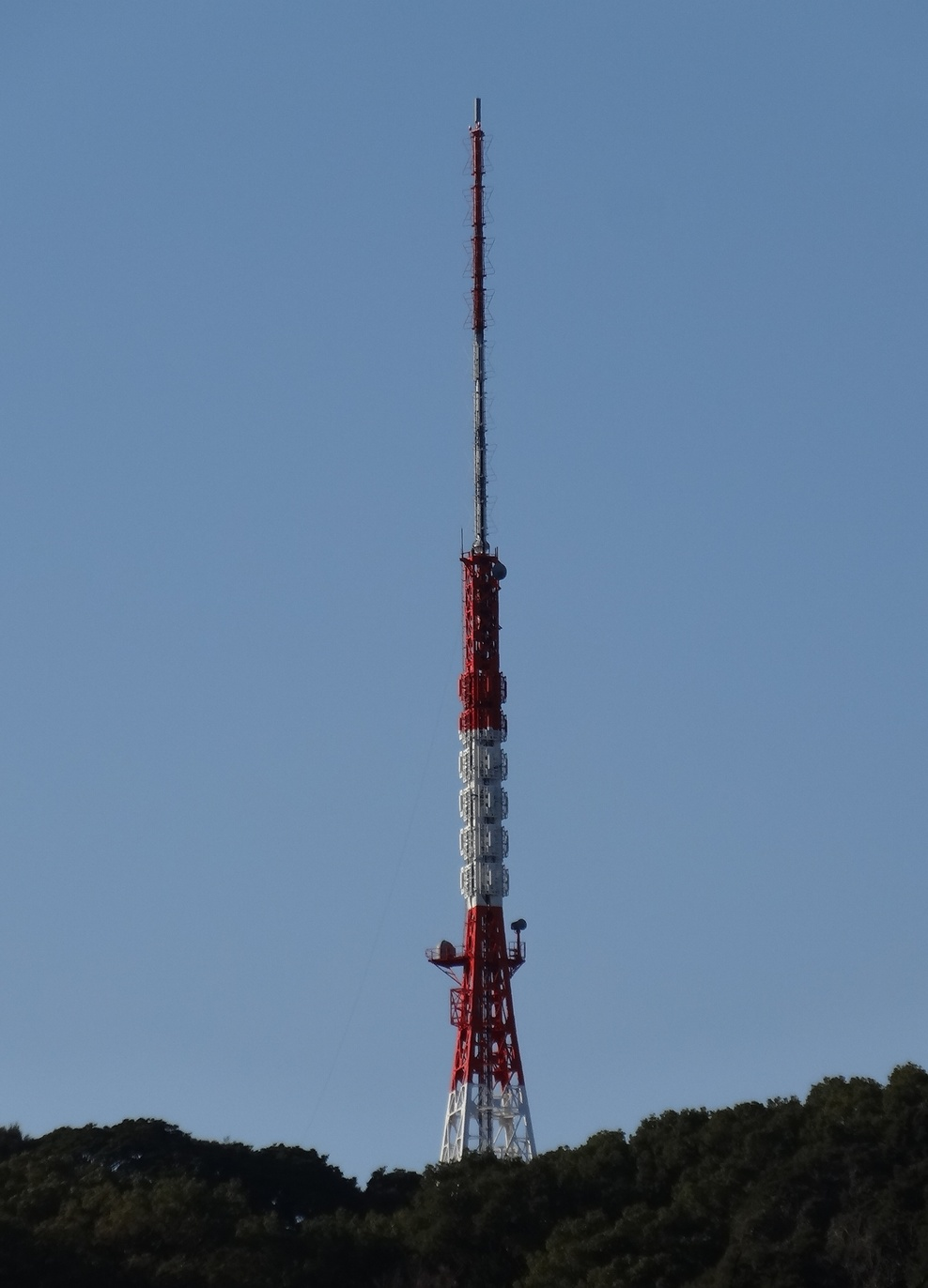
FM放送親局の城山（鶴丸）放送所。かつてのアナログテレビ親局でもある

- 鹿児島：85.6MHz 1kW《親局》（鹿児島市新照院町・城山送信所）
- 奄美名瀬：82.2MHz 100W（奄美市名瀬伊津部勝・名瀬中継局）
- 阿久根：83.7MHz 100W（薩摩郡さつま町白男川字内木場・紫尾山）
- 鹿屋：84.1MHz 100W（鹿屋市／高隈山・鹿屋中継局）
- 枕崎：84.7MHz 100W（南さつま市／枕崎市・蔵多山）
- 栗野：85.9MHz 10W（姶良郡湧水町木場／栗野岳・大口中継局）
- 末吉：84.9MHz 10W（曽於市末吉町深川字新原／高の峯・末吉中継局）
- 東市来：84.3MHz 1W（日置市東市来町湯田字平迫比良／遠見番山・東市来中継局）
- 種子島：84.4MHz 1kW（西之表市古田字十三番／廻峰山・種子島中継局）
- 瀬戸内：84.5MHz 100W（大島郡瀬戸内町古仁屋／高知山・瀬戸内中継局）
- 知名：84.0MHz 100W（大島郡知名町瀬利覚／大山・知名中継局）
- 徳之島：81.6MHz 100W（大島郡徳之島町井之川／井之川岳・徳之島中継局）

## 支局
- 鹿児島空港
- 奄美
- 薩摩川内
- 鹿屋

## ヘリコプター
海洋面積が広く、有人離島を数多く抱える鹿児島県の取材活動を容易にするため、2006年、九州では福岡放送局と沖縄放送局に次ぎ3番目に取材用ヘリコプターが配備された。霧島市の鹿児島空港に基地を置き、宮崎県や熊本県南部など近隣地域を含めた南九州地域の報道取材活動に使われている。なお、北部九州地域のヘリコプター取材は福岡放送局が担当する。
ちなみに、拠点局以外の地方局単独で取材ヘリコプターを配備しているところは、鹿児島及び沖縄以外に新潟放送局、静岡放送局、高松放送局の計5局のみ。

## 主な鹿児島局制作番組
2023年4月3日以降。
総合テレビ
太字はNHKプラスの「ご当地プラス」において見逃し配信を実施している番組。
- 情報WAVEかごしま（平日 18:10 - 19:00）
- かごスピ（随時金曜日 19:30 - 19:55・再放送随時土曜日 7:35 - 8:00・2018年度から・2014年度から2017年度まで随時日曜日7:45 - 8:10）
- 情報WAVE845かごしま（平日 20:45 - 21:00）
- 情報WAVE645かごしま（土曜・日曜 18:45 - 18:59）

ラジオ第1放送
- 平日鹿児島県向けのラジオニュース 11:50（FMサイマル）、12:15（FMサイマル）、13:55、17:55、18:50（FMサイマル）
  - 上記以外は、福岡から九州沖縄地方向けのラジオニュースを放送。
- かごしまの夕べ - 島ラジオ -（毎月最終月曜日 17:05 - 17:55）

### 終了した主な番組
総合テレビ
- NHKモーニングワイド鹿児島→NHKニュースおはよう鹿児島
- くらしのポスト鹿児島→フレッシュ情報かごしま
- HGX→おやっと5（さきどり!情報かごしまに統合）
- かごしま640→かごしま630→ニューススタジオかごしま→イブニングネットワークかごしま→ニュースネット630かごしま→情報スタジオかごしま→さきドリ!情報600→さきドリ!情報かごしま→さきどり!情報かごしま
- かごしま熱風録（第2金曜日 19:30 - 19:55・2013年度まで）
- かごしま大作戦（随時金曜日 20:00 - 20:43・2008年度 - 2014年度）
- ひるまえクルーズかごしま（金曜 11:40 - 12:00・2022年度まで）

FM
- FMかごしまの夕べ（毎月最終木曜日 18:00 - 18:50・2022年度まで）

## アナウンサー・キャスター
*は過去にも鹿児島局勤務の経験があることを表す。前任地が太字の場合は初任地を示す。
| 氏名           | 前任地・前職・所属など                           | 担当番組                                                   | 備考                                                   |
| アナウンサー   | アナウンサー                                     | アナウンサー                                               | アナウンサー                                           |
| -------------- | ------------------------------------------------ | ---------------------------------------------------------- | ------------------------------------------------------ |
| 渡辺憲司*      | 福岡                                             | アナウンスグループ統括 鹿児島県のニュース 各種スポーツ中継 |                                                        |
| 白鳥哲也       | 東京アナウンス室                                 | 情報WAVEかごしま （キャスター） 鹿児島県のニュース         | 曽於市出身                                             |
| 島田莉生       | 山口                                             | 情報WAVEかごしま （キャスター） 鹿児島県のニュース         |                                                        |
| 小原茂*        | 佐賀                                             | 鹿児島県のニュース                                         | 鹿屋市出身                                             |
| 三戸部聡大     | 福岡                                             | 鹿児島県のニュース                                         | 2024年異動。 鹿児島県生まれ東京都育ち                  |
| 中野花南       | 初任地                                           | 鹿児島県のニュース                                         |                                                        |
| 契約キャスター |                                                  |                                                            |                                                        |
| 山下智子       | 熊本局契約キャスター →鹿児島放送契約アナウンサー | 情報WAVEかごしま （月・火曜キャスター）                    | 鹿児島市出身                                           |
| 石塚真由       |                                                  | 情報WAVEかごしま （金曜キャスター）                        | 鹿児島市出身                                           |
| 益田美悠       |                                                  | 情報WAVEかごしま （水・木曜キャスター）                    |                                                        |
| 久木山文女     | 宮崎局契約キャスター →鹿児島局契約キャスター     | 情報WAVE645かごしま （土曜・祝日キャスター）               | 鹿児島市出身。 出産・育児を経て2022年、2年ぶりに再入局 |
| 山城優子*      | 地方創生女子アナ47プロジェクト所属               | 情報WAVE645かごしま （日曜・祝日キャスター）               | 過去にも断続的に所属していた                           |
| 気象予報士     |                                                  |                                                            |                                                        |
| 岡田悠         | オフィス気象キャスター所属                       | 情報WAVEかごしま                                           |                                                        |

### 外部出演者
- 田上真澄（フリーアナウンサー、元鹿児島局契約キャスター）
  - 担当番組 - 情報WAVEかごしま（「かごしま一番星」コーナー担当）